# Isola Mednyj
L'isola Mednyj, o "isola del rame", (in russo остров Медный?) è una delle isole del Commodoro e appartiene al Krai di Kamčatka, in Russia. È la seconda più grande isola dell'arcipelago dopo l'isola di Bering; è lunga 56 km e larga tra i 5 e i 7 km, la superficie totale è di 186 km², l'altitudine massima è di 640 m. Si trova 49 km a est dell'isola di Bering, da cui la separa lo stretto dell'Ammiraglio Kuznecov, e 344 km a nord-ovest di Attu (isola delle Aleutine).

## Storia
L'isola è stata esplorata da Vitus Bering nel 1741 durante la Seconda spedizione in Kamčatka. Verso la fine del XIX secolo vi sorse l'insediamento di Preobraženskoe istituito da aleuti provenienti dall'isola Attu che si dedicavano principalmente alla caccia alla balena. Intorno al 1960 però la popolazione si trasferì nell'isola di Bering. L'isola è rimasta disabitata.

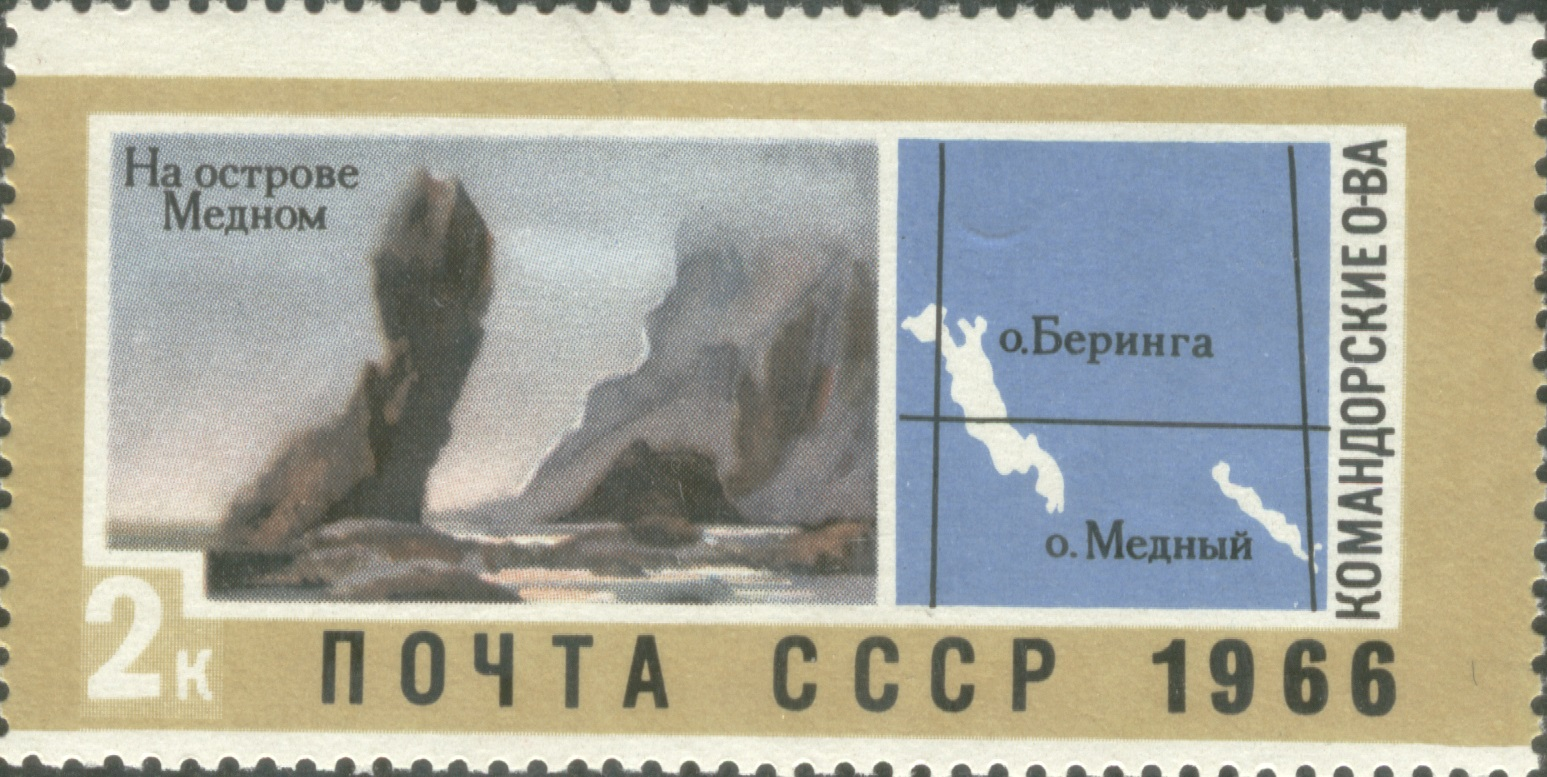
Francobollo sovietico (1966) con l'isola Mednyj